# The Hertz Corporation
The Hertz Corporation, jednostka zależna Hertz Global Holdings Inc – amerykańskie przedsiębiorstwo zajmujące się wynajmem samochodów, które działa w blisko 150 państwach na całym świecie. Hertz jest największym amerykańskim przedsiębiorstwem w branży wypożyczania samochodów pod względem sprzedaży. W maju 2013 roku ogłoszono, że Hertz przeniesie siedzibę główną do Estero, poza Fort Myers, w południowo-zachodniej części stanu Floryda. 
W związku ze spadkiem przychodów w wyniku pandemii COVID-19, w maju 2020 spółka złożyła wniosek o rozpoczęcie postępowania upadłościowego.

## Historia

### Początki
Przedsiębiorstwo założone zostało w 1918 roku przez Waltera L. Jacobsa, który rozpoczął w Chicago działalność zajmującą się wynajmem pojazdów z tuzinem samochodów Ford Model T. W 1923 roku Jacobs sprzedał firmę Johnowi D. Hertzowi, który zmienił jej nazwę na Hertz Drive-Ur-Self System.
W 1926 roku Hertz sprzedał koncernowi General Motors pakiet kontrolny w Yellow Truck and Coach Manufacturing Company (włącznie z Hertz Drive-Ur-Self), który w 1943 roku zakupił pozostałe udziały.
W 1953 roku z inicjatywy Hertza, należąca do niego The Omnibus Corporation, odkupiła od GM przedsiębiorstwo wynajmujące samochody. W tym samym roku sprzedał on wszystkie udziały transportu publicznego The Omnibus Corporation, i 1954 roku zmienił nazwę na The Hertz Corporation; w tym samym roku wprowadził ją na giełdę New York Stock Exchange.

### The Hertz Corporation

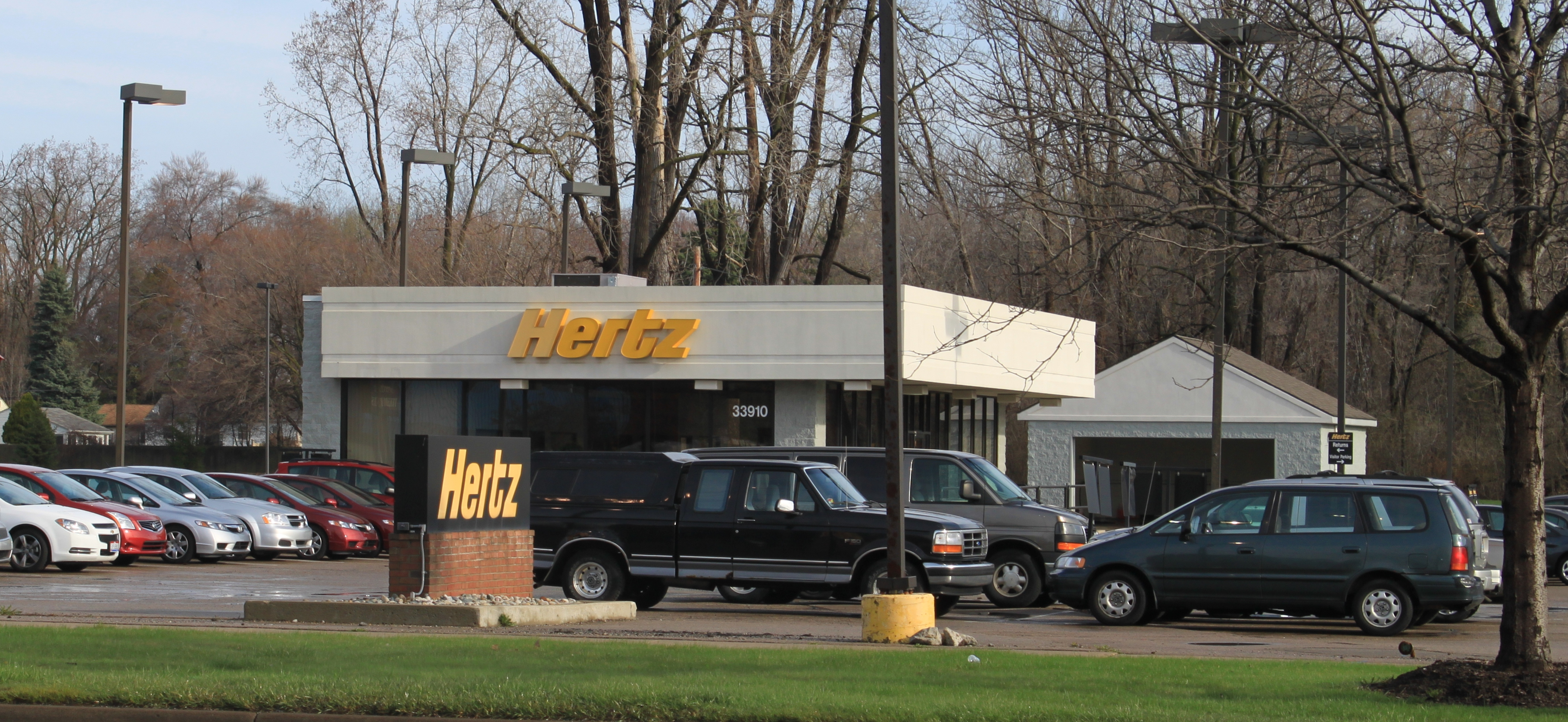
Biuro Hertz w Livonii

W 1954 roku nowa korporacja kupiła Metropolitan Distributors, nowojorską firmą leasingową z ciężarówkami.
W 1967 roku The Hertz Corporation stała się całkowicie zależna od RCA, ale zarządzana była jako niezależna jednostka. W 1985 roku, Hertz połączono z UAL Corporation. Pod koniec grudnia 1987 roku Hertz został sprzedany przedsiębiorstwu Park Ridge Corporation, utworzone wówczas przez Ford Motor Company i część wyższego kierownictwa firmy Hertz, co miało na celu kupno firmy Hertz. W 1988 roku Volvo North America Corporation weszło w skład managementu Forda i Hertz, pełniąc rolę inwestora w Park Ridge Corporation.
W czerwcu 2005 roku Ford wydało notę, że Hertz będzie dostępny jako pierwsza oferta publiczna. We wrześniu 2005 roku ogłoszono, że miał być sprzedany przedsiębiorstwom typu private equity Clayton, Dubilier & Rice, The Carlyle Group i Merrill Lynch Global Private Equity za kwotę 15 mld USD (gotówka i przejęcie długu). Sprzedaż została zakończona w grudniu 2005 roku. W listopadzie 2006 roku ta grupa inwestorów wprowadziła spółkę Hertz na giełdę.

Wcześniejsze logo Hertz (do 2009)

W styczniu 2010 roku Hertz ogłosiło przejęcie dilera samochodów używanych British Car Auctions (BCA) za nieujawnioną kwotę.
W listopadzie 2011 roku Hertz zaprezentował kioski ExpressRent, które zostały umieszczone w wielu miejscach. Była to pierwsza, na podobną skalę, sieć kiosków wynajmu samochodów w Stanach Zjednoczonych, która korzystała z wideorozmowy z pośredniczącym asystentem.
W styczniu 2014 roku opublikowany został raport, w którym stwierdzono, że udziały spółki Hertz skoczyły na wartości o 2,6% po informacji o nabyciu przez miliardera Carla Icahna 30–40 mln udziałów, co uważano wówczas za próbę wrogiego przejęcia. W odpowiedzi na raport o nabyciu udziałów przez Icahna, zarząd Hertz stwierdził podobno, że dla każdej bieżącej akcji opublikuje jedną uprzywilejowaną, co miało być odpowiedzią w formie tzw. „trującej pigułki”.
Z powodu pogorszenia się sytuacji finansowej w wyniku pandemii COVID-19 w maju 2020 spółka złożyła wniosek o rozpoczęcie postępowania upadłościowego.

### Kierownictwo

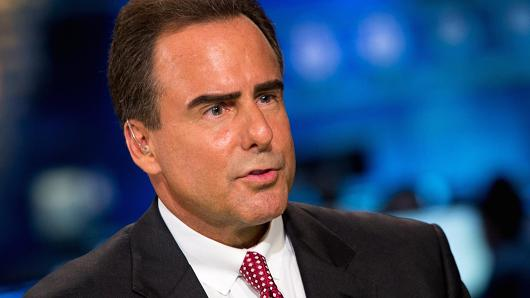
Frissora w telewizji CNBC

- Mark Frissora – w styczniu 2007 roku objął stanowisko dyrektora generalnego[b]; przed czwartym kwartałem 2014 roku Frissora został zwolniony; przed pracą w Hertz, w latach 1999–2006, pełnił on funkcję przewodniczącego i dyrektora generalnego w Tenneco[21].; w 2011 roku Frissora ogłosił, że powstanie wspólna strategia zrównoważonego rozwoju Hertz Living Journey[22]; został on nazwany jednym z najbardziej wpływowych kierowników 2012 roku, według czasopisma „Business Travel News”[23]
- Elyse Douglas – od sierpnia do października 2007 roku pełniła funkcje dyrektora finansowego Hertz Global Holdings Inc., natomiast od października 2007 roku wiceprezesa[c]; kiedy została zatrudniona w Hertz, w lipcu 2006 roku, objęła stanowisko skarbnika (Treasurer) oraz wiceprzewodniczącego personelu[d], pełniąc obie funkcje do czerwca 2008 roku[24]; w 2012 roku Douglas została nominowana, przez redakcję czasopisma „CFO”, do (pierwszej) nagrody dla kobiet w finansach[25]; pod koniec 2013 roku zastąpiona została przez Thomasa Kennedy’ego[26]
- Joseph F. Eckroth – w czerwcu 2007 roku został mianowany kierownikiem ds. informatyzacji[e], wtedy też został pierwszym wiceprezesem zarządu[f] działu obsługi klienta[27].; Eckroth nazwany został, przez redakcję czasopisma „Computerworld”, jednym ze 100 liderów branży IT 2013 roku[28].
- Lois Boyd – zatrudniona została w Hertz w 2007 roku obejmując stanowisko pierwszego wiceprezesa zarządu[f]; od kwietnia 2011 roku wiceprezes[c] i prezes Hertz Equipment Rental Corporation; kiedy Hertz nabył, w kwietniu 2009 roku, upadłe przedsiębiorstwo Advantage, Boyd objęła kierownicze stanowisko w przejętej firmie[29].
- Scott P. Sider – rozpoczął pracę w Hertz w 1983 roku; od maja 2008 do grudnia 2009 roku Sider pracował w The Hertz Corporation i Hertz Global Holdings, Inc. na stanowisku prezesa działu operacji prowadzonych poza terenem lotnisk; od grudnia 2009 roku pracował jako wiceprezes[c] i prezes działu wynajmu i leasingu aut na terenie obu Ameryk[30]
- Michel Taride – od stycznia 2010 roku pełnił funkcję prezesa grupy Rent a Car International of Hertz Global Holdings Inc.; do marca 2015 roku był on odpowiedzialny za dział zajmujący się światową obsługą klienta[31].